# Nachal ha-Šloša
Nachal ha-Šloša (hebrejsky: נחל השלושה) je vádí na pomezí pahorkatiny Šefela a pobřežní nížiny v Izraeli.
Začíná v nadmořské výšce okolo 150 metrů západně od obce Karmej Josef, poblíž dálnice číslo 44. Směřuje pak k západu zemědělsky využívanou mírně zvlněnou krajinou, přičemž ze severu míjí vesnici Chulda. Podchází pak železniční trať Tel Aviv-Jeruzalém, těleso dálnice číslo 6 a železniční trať Tel Aviv-Beerševa. Jižně od města Mazkeret Batja do něj z jihovýchodu ústí vádí Nachal Chulda, pak ústí zleva do vádí Nachal Ekron.